# Gaston Planté
Gaston Planté (Orthez, 1834. április 22. – Meudon, 1889. május 21.) francia fizikus, feltaláló.

## Élete és munkássága
A ma legelterjedtebb ólomakkumulátorokat találta fel 1859-ben, amelyet 1881-ben Faure tökéletesített.
A statikus és „dinamikus” (pl. elemből származó) elektromosság közötti különbségeket is tanulmányozta.